# 형식논리학
형식논리학(形式論理學)은 사고(판단·개념)의 참과 거짓을 확인하기 위해 추론의 형식상 타당성 성립 조건을 연구하는 논리학이다. 형식논리학은 이 추론의 타당성에 관한 형식적 근거를 문제로 삼는다. 사고의 의미, 즉 질(質)·내포(內包)와 관계하는 영역이 반영하는 그 형식, 즉 양(量)·외연(外延)을 고려하기 때문에 '외연적(外延的) 논리학'이라고도 한다. 고전논리학에 대해서 현대의 기호논리학은 사고의 수량화(數量化)·기호화를 보다 확장하고 철저히 한 새로운 형식논리학이다.
고대에 아리스토텔레스가 이룬 논증의 기본적 원리는 수천년에 걸쳐 서양 학문의 중심이 되어왔다. 이후 근대에 들어서는 더욱 형식화, 기호화가 이루어진 수리논리학이 발전하였고, 현대 수학은 이 수리논리학 및 공리적 집합론 등을 기초로 하여 구체적인 이론을 발전시킬 수 있었다.

## 같이 보기
- 수리논리학
- 이치논리학